# ラーカレ
ラーカレ（イタリア語: Racale）は、イタリア共和国プッリャ州レッチェ県にある、人口約1万1000人の基礎自治体（コムーネ）。

## 地理

### 位置・広がり

#### 隣接コムーネ
隣接するコムーネは以下の通り。
- アッリステ
- メリッサーノ
- タヴィアーノ
- ウジェント